# Levon Julfalakyan
Levon Julfalakyan ou Julfalakian (en arménien Լևոն Ջուլֆալաքյան ; né le 5 avril 1964 à Leninakan, l'actuelle Gyumri) est un lutteur soviétique.
Il est le père du lutteur arménien Arsen Julfalakyan.

## Palmarès

### Jeux olympiques
- Jeux olympiques d'été de 1988 à Séoul :
  -  médaille d'or en moins de 68 kg

### Championnats du monde
- Championnats du monde de lutte 1986 :  médaille d'argent en moins de 68 kg
- Championnats du monde de lutte 1989 :  médaille de bronze en moins de 68 kg

### Championnats d'Europe
- Championnats d'Europe de lutte 1986 :  médaille d'or en moins de 68 kg